# كأس العراق 1992–93
فاز في هذه النسخة من بطولة لكأس العراق نادي الزوراء بعد فوزه في المباراة النهائية على نادي الطلبة (2-1).

## نتائج بعض المباريات

### الأدوار الأولى
- الدور الأول لعبت مبارياته يوم 3 أيلول 1992
- الدور الثاني لعبيه مبارياته يومي 7 أيلول
- الدور الثالث لعبت مبارياته يومي 11 أيلول

### ربع النهائي
أقيمت المباريات يومي 17 و18 أيلول 17 شباط:
- نادي الموصل × نادي كركوك (1-0)
- نادي الخطوط × نادي سامراء (2-3)
- نادي الزوراء × نادي التجارة (6-0)
- نادي الطلبة × نادي السلام (2-0)

### نصف النهائي
أقيمت مباراتا الذهاب يوم 26 أيلول 1992:
- نادي سامراء × نادي الطلبة (0-3)
- نادي الزوراء × نادي الموصل (5-1)

### المباراة النهائية
أقيمت المبارة على ملعب الشعب في بغداد يوم 28 نيسان 1993 وانتهت بفوز نادي الزوراء على نادي الطلبة بهدفين سجلهما اللاعب محمد جاسم مقابل هدف وحيد سجله اللاعب حمزة هادي من ركلة جزاء.